# میخائیل الپیدین
میخائیل کنستانتینوویچ الپیدین (Михаил Константинович Элпидин، ۱۸۳۵–۱۹۰۵) ناشر مهاجر روسی نارودنویه دلو، اوبشچه دیلو و اوبشچینا بود.
الپیدین در سال ۱۸۳۵ در ولگا، فرزند یک کشیش، متولد شد: ۱۱ او در پاییز ۱۸۶۰ به دانشگاه کازان رفت، اما در جریان ناآرامی‌های بدزنا دستگیر شد و دوباره در جریان تظاهرات دانشجویی ۱۸۶۱ دستگیر شد. او به سازمان «زمین و آزادی» پیوست و دوباره در آوریل ۱۸۶۳ دستگیر شد. این بار به کاتورگا محکوم شد. او در ژوئیه ۱۸۶۵ فرار کرد و به ژنو، جایی که یک جامعه مهاجر روسی پر جنب و جوش وجود داشت، گریخت: ۱۲ مهاجران قدیمی مانند الکساندر هرزن و پیوتر دولگوروکوف از او استقبال گرمی کردند، اما شکاف نسلی بین «محافظان قدیمی» و «مهاجران جوان» در حال ایجاد بود و الپیدین به عنوان رقیبی برای کولوکول هرزن، ناشری را در ژنو تأسیس کرد: ۱۲–۱۴ او اولین شماره نارودنویه دلو را چاپ کرد، اما پس از رفتن باکونین، همکاری خود را با آن قطع کرد: ۱۴
«چه باید کرد؟»، رمانی از نیکولای چرنیشفسکی که مورد علاقهٔ نسل جوان رادیکال‌های روسی بود، برای اولین بار توسط الپیدین به صورت کتاب چاپ شد. (این کتاب در ابتدا به صورت سریالی در انتشارات ساورمننیک منتشر شده بود) تلاش‌های الپیدین برای انتشار این کتاب و بقیهٔ آثار جمع‌آوری‌شدهٔ چرنیشفسکی با چالش‌های حقوقی، مشکلات مالی و تأخیر در تولید مواجه شد: ۱۵–۱۷ در همین حال، در سال ۱۸۶۸، او یک اتاق مطالعه، سپس یک کتابفروشی و در سال ۱۸۷۱ با نیکولای اوتین یک رستوران تعاونی افتتاح کرد: ۱۷ در حالی که الپیدین با صحنهٔ چاپخانهٔ رو به شلوغیِ تبعیدی‌ها دست و پنجه نرم می‌کرد، کتابفروشی او در مقایسه با آنها به موفقیت چشمگیری دست یافت: این کتابفروشی مرکز مهمی برای مهاجرانِ مهمان (و پلیس مخفی که آنها را شکار می‌کرد) و تنها کتابفروشی سودآور به زبان روسی در اروپای غربی بود: ۲۰ پس از خروج از صنعت چاپ، او به دیگر چاپخانه‌ها در خرید حروف کمک کرد و مدیر بازرگانی و ناشر سایر فعالیت‌های انقلابی، از جمله Obshcheye delo (هدف مشترک) بود: ۲۰–۲۱
معاصران الپیدین نظرات متفاوتی دربارهٔ او داشتند و او را ناهنجار و خام، «دیوانه» و «پوچ» (هرزن) می‌دانستند: ۱۹، ۱۸، ۱۱ اما او به خاطر انرژی، کتابفروشی و تخصص تجاری‌اش مورد احترام بود، و حتی کسانی که از عجیب و غریب بودن یا فقدان اعتبار فکری او ابراز نارضایتی می‌کردند، مایل به همکاری با او بودند. (برای مثال، نیکولای اوتین او را «احمق دسیسه‌گر» نامید): ۱۱ از نظر سیاسی، الپیدین به انقلاب وفادار بود، اما نه طرفدار برنامه؛ او معتقد بود که «هر شرمساری، هر رسوایی که بتواند رژیم تزاری را به خطر بیندازد، برای انقلاب مفید است.»: ۱۹ در مجموع، دیدگاه‌های او بیشتر به باکونینیسم شباهت داشت تا به مارکسیسمی که در میان نسل انقلابی او در ژنو رواج می‌یافت.
در سال ۱۸۸۷، الپیدین خبرچین اوخرانا، پلیس مخفی تزاری، شد. او در سال ۱۹۰۰ به دلیل «فرسودگی و بی‌فایدگی» از کار برکنار شد: ۲۱ در حالی که مورخان پیشین به خاطر این موضوع با او مهربان نبوده‌اند، مورخان جدیدتر این نظریه را مطرح کرده‌اند که الپیدین از جایگاه خود برای گمراه کردن و گمراه کردن مأموران اوخرانا استفاده کرده است. در هر صورت، به نظر می‌رسد که او پولی را که اوخرانا به او پرداخت می‌کرد، با سرعتی حتی بیشتر از قبل، صرف انتشار ادبیات انقلابی کرده است:
الپیدین به ویژه در دهه آخر قرن نوزدهم در عرصه نشر فعال بود، اما تا زمان مرگش در دهه اول قرن بیستم، ناشر پیشگام «مهاجرت جوان» خود تحت الشعاع نسل جدیدی از رادیکال‌ها قرار گرفته بود: ۲۲–۲۳